# Vaxzevria
Vaxzevria (ChAdOx1-S [rekombinowana]), znana także jako szczepionka AstraZeneca lub szczepionka oksfordzka na COVID-19, AZD1222 lub ChAdOx1 nCoV-19 – szczepionka przeciw COVID-19 opracowana przez koncern AstraZeneca i Uniwersytet Oksfordzki. Jest szczepionką wektorową. Została dopuszczona do powszechnego użycia m.in. w Wielkiej Brytanii, Indiach i Unii Europejskiej. Podaje się ją w dwóch dawkach, drugą po 4–12 tygodniach.

## Mechanizm działania
Szczepionka AZD1222 działa na odmiennej zasadzie od szczepionek RNA opracowanych przez BioNTech i Pfizer (Tozinameran) czy Modernę i NIAID (mRNA-1273). Szczepionka oksfordzka jest tzw. szczepionką wektorową, w której jako wektor wykorzystano cząstki adenowirusa wywołującego infekcję górnych dróg oddechowych u szympansów.
AZD1222 jest rekombinantem defektywnym pod względem replikacji adenowirusa szympansiego ChAd0x1, wykazującym ekspresję powierzchniowej glikoproteiny SARS-CoV-2S wzbudzanej przez promotor pochodzący z ludzkiego wirusa cytomegalii, zawierającego intron A z ludzką sekwencją liderową tPA na końcu N, który określany jest skrótowo zmodyfikowanym wektorem adenowirusa szympansa (ChAdOx1).
W fazie I i II tego badania obejmującego 543 osoby wykazano, że przeciwciała swoiste dla białka kolca (spike) powstawały w 28 dniu, a przeciwciała neutralizujące po podaniu dawki przypominającej w 56 dniu. Zauważone działania niepożądane to: ból w miejscu wstrzyknięcia, ból głowy, gorączka, dreszcze, ból mięśni, złe samopoczucie u ponad 60% uczestników. Podawany jednocześnie paracetamol pozwalał niektórym uczestnikom zwiększyć tolerancję działań niepożądanych. 
W fazie III wykonano randomizowane, kontrolowane placebo badania w celu oceny skuteczności, immunogenności i bezpieczeństwa na 30 000 osób z Wielkiej Brytanii i Brazylii. Pozytywne wyniki analizy okresowej opublikowano 8 grudnia 2020 roku. Ogólna skuteczność wyniosła 70%, w zakresie od 62% do 90% przy różnych schematach dawkowania. Badania są prowadzone w 20 ośrodkach w Wielkiej Brytanii, Brazylii i Indiach, a zaplanowane na okres maj 2020–sierpień 2021 roku.

## Stosowanie
30 grudnia 2020 roku szczepionkę AZD1222 jako pierwszy kraj zatwierdziła do użycia Wielka Brytania. W pierwszych dniach stycznia 2021 roku ChAdOx1-S była dopuszczona do obrotu w Indiach, Argentynie, Dominikanie, Salwadorze, Meksyku i Maroku. 29 stycznia szczepionka otrzymała pozytywną opinię Europejskiej Agencji Leków oraz warunkowe dopuszczenie do obrotu na terenie Unii Europejskiej.
Szczepionka oczekuje na zezwolenie w procedurze EUA w Indiach i Kanadzie oraz na pełne zezwolenie w Szwajcarii. W połowie stycznia 2021 roku szczepionka nie została jeszcze zgłoszona formalnie w Stanach Zjednoczonych.

## Historia

### Badania w roku 2020
W lutym 2020 Jenner Institute zgodził się na współpracę z włoską firmą Advent Srl, aby wyprodukować pierwszą partię potencjalnej szczepionki do badań klinicznych.
W marcu 2020 po tym jak 
Fundacja Billa i Melindy Gates'ów ponagliła Uniwersytet Oksfordzki do znalezienia dużego partnera w celu komercjalizacji szczepionki na koronawirusa i uczelnia wycofała się z pomysłu udostępnienia za darmo szczepionki wszystkich producentom leków. Rząd Wielkiej Brytanii zachęcił Uniwersytet Oksfordzki do pracy z AstraZeneca zamiast amerykańskiej Merck & Co. Naukowcy z uczelni obawiali się, że szczepionka nie będzie dostępna na całym świecie. Członkowie władz z Londynu sądzili, że produkt farmaceutyczny wytwarzany w Stanach Zjednoczonych nie będzie dostępny w Wielkiej Brytanii, według anonimowych źródeł w Wall Street Journal. 
Sprawy finansowe dla samego uniwersytetu i stworzonych na nim firm również mogły tutaj zagrać swoją rolę
W czerwcu 2020 roku Amerykański Narodowy Instytut Alergii i Chorób Zakaźnych (US National Institute of Allergy and Infectious Diseases - NIAID) poinformował, że trzecia faza testów klinicznych potencjalnej szczepionki stworzonej na Uniwersytecie Oksfordzkim we współpracy z AstraZeneca zostanie rozpoczęta w czerwcu 2020 roku.

### Testy kliniczne
W czerwcu 2020 roku AstraZeneca nawiązała współpracę z IQVIA, amerykańską firmą wspierającą testy kliniczne dla wielu dużych projektów, aby przyspieszyć badania.
Dnia 8 września 2020 roku AstraZeneca ogłosiła wstrzymanie na całym świecie testów klinicznych szczepionki na czas potrzebny do analizy niepożądanego odczynu u pacjenta, któremu podano dawkę w Wielkiej Brytanii. Już 13 września AstraZeneca i Uniwersytet Oksfordski wznowiły badania kliniczne na terenie Zjednoczonego Królestwa, po tym jak regulator uznał, że jest to bezpieczne. AstraZeneca została skrytykowana za niedostateczne dbanie o bezpieczeństwo podczas badań przez ekspertów, którzy sądzili, że producent powinien dostarczyć więcej danych o zaburzeniach neurologicznych u dwóch pacjentów poddanych testom. Alex Azar, sekretarz Zdrowia i Opieki Społecznej USA stwierdził, że testy kliniczne w USA zostały wstrzymane do 23 października, bo eksperci amerykańskiej Agencja Żywności i Leków (FDA) potrzebowali tyle czasu, aby potwierdzić bezpieczeństwo dalszych badań.
15 października João Pedro R. Feitosa, 28-letni lekarz z Rio de Janeiro, zmarł w związku z komplikacjami po chorobie COVID-19. Ochotnik otrzymał dawkę oznaczoną jako szczepionka AZD1222, ale okazało się, że tak naprawdę dostał placebo. Podanie takiego specyfiku nie było błędem, tylko celowym działaniem mającym wykazać, że szczepionka ratuje życie lepiej niż neutralna substancja. Dzięki użyciu placebo naukowcy mogli zyskać pewność, że szczepionka chroni przed groźnymi skutkami infekcji wirusem. Brazylijskie ministerstwo zdrowia informując o śmierci ochotnika potwierdziło 21 października kontynuację badań klinicznych szczepionki.

### Wyniki trzeciej fazy klinicznych badań eksperymentalnych
Dnia 23 listopada 2020 roku Uniwersytet Oksfordzki i AstraZeneca ogłosiły częściowe wyniki trwających klinicznych badań eksperymentalnych fazy III. Autorzy publikacji połączyli wyniki, dwóch grup, które wykazały skuteczność 60% i 90%. Grupy zaszczepione były różnymi dawkami. Autorzy oszacowali skuteczności szczepionki na 70%. Taka metoda została skrytykowana w artykule z Nature. W odpowiedzi przedstawiciel AstraZeneca stwierdził, że kolejne badania w celu potwierdzenia skuteczności szczepionki zostały podjęte.
Pełna publikacja pośrednich wyników z trzeciej fazy klinicznych badań eksperymentalnych pozwoliła na wyjaśnienie wielu szczegółów. 
W grupie, która otrzymała pierwszą dawkę przynajmniej 21 dni wcześniej, nie zanotowano wystąpienia choroby COVID-19 wymagających pobytu w szpitalu. Nie stwierdzono ani jednego przypadku ciężkiej choroby spowodowanej koronawirusem. Ochotnicy, którym podano tylko placebo przechodzili COVID dużo ciężej. Wśród grupy zaszczepionej nie stwierdzono groźnych dla zdrowia odczynów poszczepiennych. Przypadek poprzecznego zapalenia rdzenia został zanotowany 14 dni po drugiej dawce szczepionki. Początkowo został uznany za powiązany z podaniem szczepionki. Dopiero niezależne konsylium neurologów określiło ten przypadek jako samoistny. Dwa inne wystąpienia zapalenia rdzenia, jeden w grupie szczepionej i drugi w grupie kontrolnej zaklasyfikowano jako nie związane ze szczepieniami.

### Rozwój w 2021
W lutym 2021 przedstawiciele Oksfordu i AstraZeneca poinformowali o rozpoczęciu prac na nad adaptacją szczepionki do nowych wariantów wirusa SARS-CoV-2
. Badacze spodziewają się, że zmodyfikowana szczepionka może być dostępna w ciągu kilku miesięcy jako kolejne dawka podnosząca odporność. Główną wątpliwość budzi mutacja E484K, która może wpłynąć na odpowiedź immunologiczną wytwarzaną przez obecne szczepionki. Mutacja E484K jest obecna w wariancie z Republiki Południowej Afryki (B.1.351) oraz brazylijskim (B.1.1.28), z niewielką liczbą przypadków wykrytych w brytyjskiej odmianie wirusa SARS-CoV-2 z Kent (B.1.1.7).

### Szkockie badania
Na uczelniach w Szkocji przeprowadzono badania nad efektywnością szczepionek Pfizer–BioNTech i Oksford–AstraZeneca w zapobieganiu hospitalizacji na skutek rozwoju choroby COVID-19. Poddano obserwacji 5,4 mln osób. Pomiędzy 8 grudnia 2020 roku i 15 lutego 2021 zarejestrowano zaszczepienie 1 137 775 mieszkańców z czego 490 000 otrzymało produkt Oksford-AstraZeneca. Pierwsza dawka dała 94% poziom ochrony przed chorobą COVID-19 wymagającą leczenia szpitalnego już w okresie od 28 do 34 dni po przyjęciu szczepionki. Połączone wyniki dla obu szczepionek, jeżeli wziąć pod uwagę tylko osoby powyżej 80 lat zapobiegły 81% ciężki przypadków wymagających kuracji szpitalnej. Ze względu na lepszą dostępność większość mieszkańców po 65 roku życia otrzymała szczepionkę Oksford-AstraZeneca. Wyniki ze Szkocji w 22 lutego 2021 nie zostały jeszcze poddane krytyce przez środowisko naukowe.

### Wycofanie szczepionki
5 marca 2024 r. firma AstraZeneca złożyła wniosek o wycofanie swojego biopreparatu ze światowych rynków. Przedsiębiorstwo przekazało, że z uwagi na nadwyżkę zmodernizowanych szczepionek spadł popyt na produkt Vaxzevria.  

## Kontrowersje

### Efekty uboczne
Stanowisko Komitetu ds. Bezpieczeństwa Farmakoterapii i Oceny Ryzyka (Pharmacovigilance Risk Assessment Committee – PRAC) przy Europejskiej Agencji Leków (EMA):
szczepionka może być związana z bardzo rzadkimi przypadkami zdarzeń zakrzepowych związanych z małopłytkowością, w tym rzadkimi przypadkami zakrzepicy zatok żylnych mózgu (CVST)

### Aspekty moralne
23 grudnia 2020 bp Józef Wróbel, przewodniczący Zespołu Ekspertów Konferencji Episkopatu Polski ds. Bioetycznych, opublikował stanowisko Zespołu, w którym wyrażony został sprzeciw przeciwko stosowaniu szczepionek, do produkcji których wykorzystywane są linie komórkowe tworzone na materiale biologicznym pobranym od abortowanych płodów (należą do nich szczepionki AstraZeneca i Johnson&Johnson). 14 kwietnia 2021 bp Wróbel przedstawił swoje stanowisko, informując, że przyjmowanie takich szczepionek jest dopuszczalne moralnie w drodze wyjątku i jedynie w sytuacji, gdy nie ma innego wyboru, a zaszczepienie jest konieczne np. z racji wykonywanego zawodu. Dokumenty te wywołały kontrowersje. Zostały zdecydowanie skrytykowane także przez niektóre środowiska katolickie w Polsce (np. Tygodnik Powszechny). W zaleceniach odnośnie do tego typu szczepionek opublikowanych 21 grudnia 2020 przez Stolicę Apostolską dopuszczono możliwość korzystania z nich w sytuacji braku alternatywy, jednak bez zastrzeżenia dot. konieczności zaszczepienia się.